# آدم بار
آدم بار (بالإنجليزية: Adam Parr)‏ هو محامي وشخصية أعمال بريطاني، ولد في 26 مايو 1965 في لندن في المملكة المتحدة.

## وصلات خارجية
- الموقع الرسمي